# نیمه‌ماه
نیمه‌ماه (نام علمی: Medialuna californiensis) نام یک گونه از تیره چرم‌باله‌ماهیان است.